# Paweł Felgenhauer
Paweł Felgenhauer (ur. 6 grudnia 1951 w Moskwie) – rosyjski analityk wojskowy i publicysta, z wykształcenia biolog. W 1975 ukończył studia na Uniwersytecie Moskiewskim, w 1988 uzyskał stopień kandydata nauk na Akademii Nauk ZSRR. Publikował na tematy związane z polityką międzynarodową i zagadnieniami wojskowymi. Związany był z pismami takimi jak Niezawisimaja Gazieta czy anglojęzyczny The Moscow Times, obecnie jest publicystą dziennika Nowaja Gazieta. Znany jest ze swej krytyki wobec zagranicznej polityki rządzącej w Rosji ekipy Władimira Putina.